# Campeonato Mundial de Bádminton de 2023
El XXVIII Campeonato Mundial de Bádminton se celebró en Copenhague (Dinamarca) entre el 21 y el 27 de agosto de 2023 bajo la organización de la Federación Mundial de Bádminton (BWF) y la Federación Danesa de Bádminton.
Las competiciones se realizaron en la Royal Arena de la capital danesa.
Los jugadores de Rusia y Bielorrusia fueron excluidos de este campeonato debido a la invasión rusa de Ucrania.

## Calendario
| P | Preliminares | 1/16 | Dieciseisavos de final | ⅛ | Octavos de final | ¼ | Cuartos de final | ½ | Semifinales | F | Finales |

| Agosto de 2023       | 21 Lun | 22 Mar | 23 Mié | 24 Jue | 25 Vie | 26 Sáb | 27 Dom |
| -------------------- | ------ | ------ | ------ | ------ | ------ | ------ | ------ |
| Individual masculino | P      | P      | P      | ⅛      | ¼      | ½      | F      |
| Dobles masculino     | P      | P      | P      | ⅛      | ¼      | ½      | F      |
| Individual femenino  | P      | P      | P      | ⅛      | ¼      | ½      | F      |
| Dobles femenino      | P      | P      | P      | ⅛      | ¼      | ½      | F      |
| Dobles mixto         | P      | P      | P      | ⅛      | ¼      | ½      | F      |

## Medallistas
| Evento               | Oro                                       | Plata                                                  | Bronce                                                                |
| -------------------- | ----------------------------------------- | ------------------------------------------------------ | --------------------------------------------------------------------- |
| Individual masculino | Kunlavut Vitidsarn Tailandia              | Kodai Naraoka Japón                                    | Prannoy Haseena India Anders Antonsen Dinamarca                       |
| Dobles masculino     | Kang Min-Hyuk Seo Seung-Jae Corea del Sur | Kim Astrup Sørensen Anders Skaarup Rasmussen Dinamarca | Aaron Chia Soh Wooi Yik Malasia Liang Weikeng Wang Chang China        |
| Individual femenino  | An Se-Young Corea del Sur                 | Carolina Marín · España                                | Chen Yufei China Akane Yamaguchi Japón                                |
| Dobles femenino      | Chen Qingchen Jia Yifan China             | Apriyani Rahayu Siti Ramadhanti Indonesia              | Zhang Shuxian Zheng Yu China Kim So-Yeong Kong Hee-Yong Corea del Sur |
| Dobles mixto         | Seo Seung-Jae Chae Yoo-Jung Corea del Sur | Zheng Siwei Huang Yaqiong China                        | Jiang Zhenbang Wei Yaxin China Yuta Watanabe Arisa Higashino Japón    |

## Medallero
| Núm. | País          | Oro | Plata | Bronce | Total |
| ---- | ------------- | --- | ----- | ------ | ----- |
| 1    | Corea del Sur | 3   | 0     | 1      | 4     |
| 2    | China         | 1   | 1     | 4      | 6     |
| 3    | Tailandia     | 1   | 0     | 0      | 1     |
| 4    | Japón         | 0   | 1     | 2      | 3     |
| 5    | Dinamarca     | 0   | 1     | 1      | 2     |
| 6    | España        | 0   | 1     | 0      | 1     |
| 6    | Indonesia     | 0   | 1     | 0      | 1     |
| 8    | India         | 0   | 0     | 1      | 1     |
| 8    | Malasia       | 0   | 0     | 1      | 1     |
|      | TOTAL         | 5   | 5     | 10     | 20    |